# Dioscorea syringifolia
Dioscorea syringifolia är en enhjärtbladig växtart som först beskrevs av Carl Sigismund Kunth, och fick sitt nu gällande namn av Carl Sigismund Kunth, Robert Hermann Schomburgk och Reinhard Gustav Paul Knuth. Dioscorea syringifolia ingår i släktet Dioscorea och familjen Dioscoreaceae. Inga underarter finns listade i Catalogue of Life.